# Apikalna dominanca
Apikalna dominanca ali prevlada glavnega vršička (ponekod tudi vršno obvladovanje) je fenomen, ki se pojavlja pri rastlinah, in pri katerem rastni vršiček glavnega poganjka (oziroma apikalni meristem v glavnem poganjku) dominira ter obenem zavira rast ostalih (stranskih) poganjkov. Pri rastlinah, kjer je ta pojav izrazit, se ob izgubi glavnega poganjka (recimo zaradi rastlinojedov, ki se hranijo z rastlinskimi tkivi ali mehanskih poškodb, nastalih zaradi vpliva vremena) stranski poganjki razrastejo v veje. Intenziteta apikalne dominance je vrstno specifična in je zato pri nekaterih rastlinah šibko izražena.

## Mehanizem
Glavni poganjki proizvajajo zaviralni rastlinski hormon avksin, ki se po prevajalnih tkivih (floemu) transportira navzdol do drugih tkiv in začne zavirati rast stranskih meristemov. Ta hormon sicer zaradi svojih kemijskih lastnosti ne more vstopiti v same poganjke, a zato deluje preko sekundarnih mehanizmov (posrednikov). Avksin nadzoruje delovanje dveh drugih skupin rastlinskih hormonov, strigolaktonov in citokininov, ki so odgovorni za zaviranje rasti poganjkov. Zaradi delovanja avksina je zavrta sinteza citokinina, ki je odgovoren za vzpodbujanje rasti stranskih poganjkov, in hkrati pospešeno nastajanje strigolaktona v koreninah, ki zavira rast poganjkov. Pri procesu sodeluje tudi prepisovalni dejavnik (tudi transkripcijski faktor) branched1/teosinte branched 1 (okrajšano BRC1/TB1), ki prav tako zavira rast brstov (mirujočih rastnih vršičkov poganjka). Dodatni zaviralni (inhibitorni) dejavnik, ki preprečuje rast stranskih poganjkov, je privzem enostavnih ogljikovih hidratov (sladkorjev), ki je največji na mestu glavnega poganjka, kar pomeni, da stranski dobijo le malo hranil. Nekateri strokovnjaki menijo, da je visoka zahteva glavnega poganjka po sladkorju ključni dejavnik apikalne dominance, delovanje avksina in posrednikov pa naj ne bi imelo tolikšne pomembnosti. Obenem se predvideva, da naj bi sladkor deloval kot hormonski signal, pri čemer naj bi vzpodbujal zgodnje faze v razvoju brsta.
Z odstranitvijo glavnega poganjka se tok saharoze porazdeli med ostale poganjke, hkrati se postopoma zniža koncentracija avksina v steblu. Posledično sledi rast stranskih poganjkov in pojav vej. Zaradi tega se lahko v razmeroma kratkem času močno spremeni morfološki izgled posamične rastline; visoka in nerazvejana rastlina namreč z rastjo stranskih poganjkov in podaljševanjem teh v veje zraste v širino.

## Pomen in uporabnost
Apikalna dominanca ima veliko pomembnost za življenjski cikel posamične rastline, saj je navadno glavni poganjek tisti, ki predstavlja osnovo za razvoj cvetov in po sledeči oploditvi nastanek semen. Fenomen apikalne dominance pa je ključen tudi v kmetijstvu in vrtnarstvu, saj je količina pridelka tesno povezana z rastjo različnih poganjkov. Pri nekaterih gojenih rastlinah je namreč povečana raven rasti stranskih poganjkov odgovorna za več semen in plodov, v drugih primerih je pojav obraten; pospešena rast zgolj glavnega poganjka vodi v večji donos, medtem ko bi razvejanje povzročilo manjšo količino pridelka.
Da bi povečali raven nastajanja semen in plodov, se v kmetijskih panogah pogosto poslužujejo nadzorovanega obrezovanja rastlin, ki je tesno povezano s pojavom apikalne dominance. Z obrezovanjem določenih delov se lahko zmanjša nadzemni del rastline, kar povzroči, da koreninski sistem, ki zaradi tega ni bil prizadet, dovaja vodo za manjše število poganjkov. Posledično se poveča relativni delež vode in hranil, ki jih posamični poganjek prejme ter porabi.
Dober primer apikalne dominance so rastlinske grmovne vrste, ki se jih uporablja kot živo mejo za omejevanje posesti. Ko se vrhove grmov reže, se že po nekaj dneh vidi, da rastlina začne rasti predvsem v širino in podaljšuje stranske veje, saj so začeli prevladovati meristemi v stranskih poganjkih.